# 美幌駅
美幌駅（びほろえき）は、北海道網走郡美幌町字新町3丁目にある北海道旅客鉄道（JR北海道）石北本線の駅である。電報略号はヒロ。事務管理コードは▲122531。駅番号はA65。全定期旅客列車が停車し、かつては相生線の分岐駅でもあった。

## 歴史
- 1912年（大正元年）

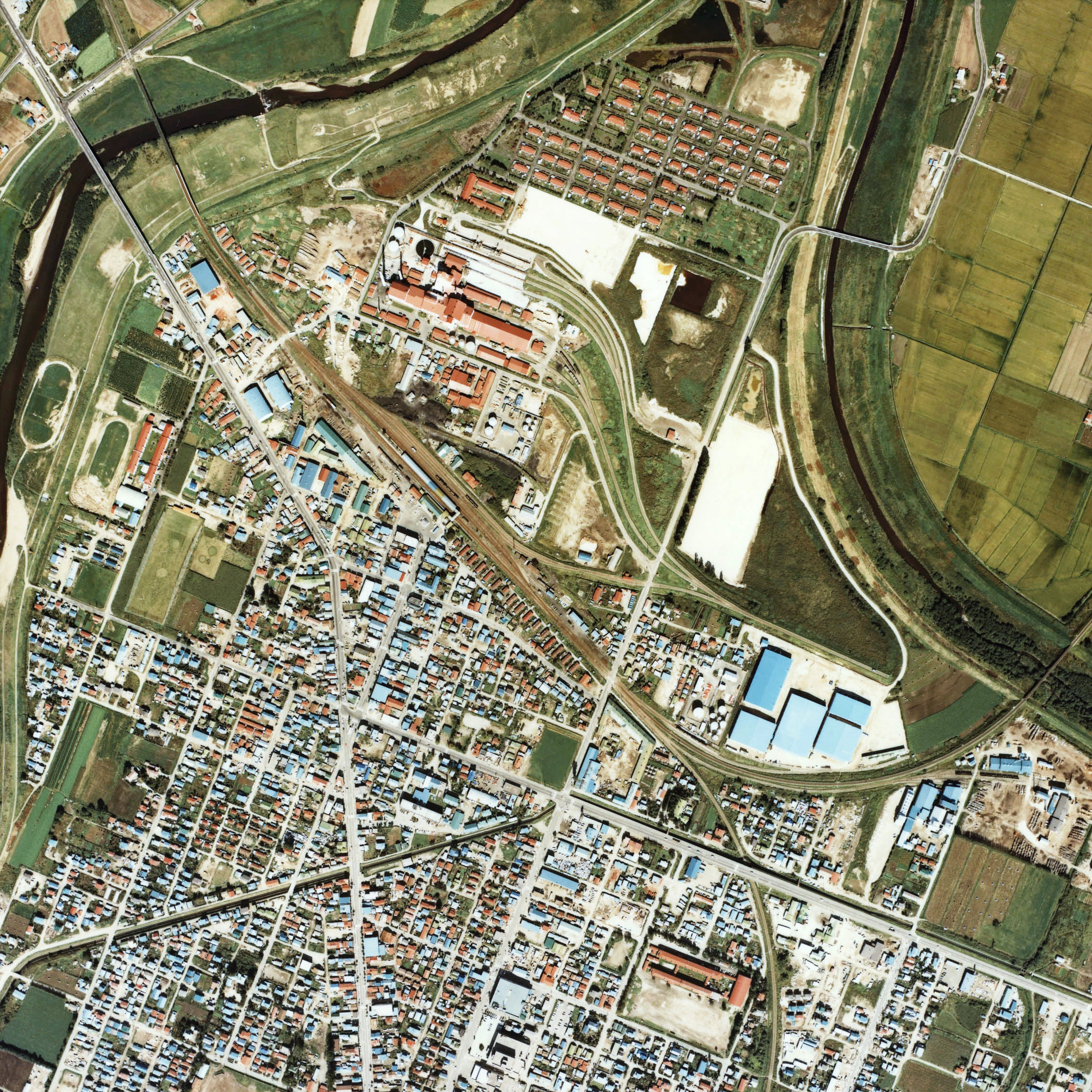
1977年の美幌駅と周囲約1.5km範囲。右下の右方向が石北本線網走方面。右下の下方向が相生線の北見相生方面。美幌の街の北端に位置し、中心街から少し離れた工場地域に面する。かつては日本甜菜製糖美幌工場の貨物輸送で栄えた。駅舎横の網走方面に並ぶ職員官舎が目立つ。客扱い用として相対式ホーム2面3線と副本線1本、駅裏に主に日本甜菜製糖の工場、及び相生線用の仕分線が5本、駅舎横の遠軽側に貨物ホームに引込み線が2本、その遠軽側にあるストックヤード内へ1本引込み線がある。駅裏南側に小さな整備場を有するが、車庫は有していない。その整備場に、コンクリートで埋められた相生線用の転車台跡が、白く歪な円形に残っている。
周囲の工場への専用線が多く見える。駅表遠軽端にある町工場へ1本が、網走川の手前まで伸びている。駅裏は正面の油槽所へ1本、そして大きな日本甜菜製糖の工場へスイッチバックの美しい曲線を描いて仕分線から直接向かっている。ちなみにスイッチ後に2手に分かれて工場へ向かうが、上が原料用線、下が製品用線であった。さらに網走側は石北本線を挟んで、外側に大きな青い屋根の農協倉庫とその手前の油槽所へ各1本、内側にホクレン北見地区穀物調整工場及び美幌川手前の木工所へ1本並走している。
現在、相生線用だった1番線の他、これら専用線や引込み線、仕分線はすべて撤去されている。

  - 10月5日：鉄道院網走線の野付牛駅 - 網走駅間延伸開業にともない開業[6][7]。一般駅[1]。
  - 11月18日：池田駅 - 野付牛駅 - 網走駅間を網走本線に改称
- 1924年（大正13年）11月17日：相生線開業[3]。
- 1929年（昭和4年）：構内改築[8]。
- 1930年（昭和5年）：2代目駅舎新築[8]。
- 1949年（昭和24年）6月1日：公共企業体である日本国有鉄道に移管。
- 1953年（昭和28年）6月24日：町内大火により駅舎を半焼[8]。
- 1954年（昭和29年）：前年に当駅他でロケが行われた、松竹映画「君の名は（第3部）」により、全国的に知名度が上がった[9]。これを記念し、駅前に「真知子松」と称するイチイを植樹[8]。
- 1954年（昭和29年）8月13日：北見市から網走市に向かう昭和天皇、香淳皇后のお召し列車が停車。駅前奉迎が行われた[10]。
- 1958年（昭和33年）
  - 7月：日本甜菜製糖美幌製糖所専用線使用開始（操業は翌年10月）[8]。
  - 10月：駅前広場の拡張を完了[8]。
- 1961年（昭和36年）4月1日：新旭川駅 - 網走駅間を石北本線に改称[6]。同線所属となる。
- 1962年（昭和37年）6月：北海酸素専用線敷設使用開始[8]。
- 1965年（昭和40年）1月：昭和シェル石油専用線敷設使用開始[8]。
  - 同社美幌油槽所の荷役設備へ続いており、石油輸送で使用されていた。そのため新富士駅（西港駅）と当駅の間に石油輸送列車が設定されていた。
- 1970年（昭和45年）9月：王子製紙・網走木材・ホクレン穀物調製工場等の専用線を敷設使用開始[8]。
- 1975年（昭和50年）：みどりの窓口開設。
- 1985年（昭和60年）
  - 3月14日：荷物の取扱を廃止[1]。
  - 4月1日：相生線廃止[3]。
  - 12月1日：相生線転換交付金を活用し、3代目駅舎へ駅舎改築[9][11]。「交通記念館」を併設する合同駅舎となる[新聞 2]。（同併設「林業館」は1988年オープン）

- 1987年（昭和62年）4月1日：国鉄分割民営化により北海道旅客鉄道（JR北海道）・日本貨物鉄道（JR貨物）の駅となる[1][6]。
- 1990年（平成2年）：日本石油専用線廃止。
- 1991年（平成3年）5月：日本甜菜製糖美幌製糖所の専用線使用が廃止となる[11]。
- 2002年（平成14年）4月1日：JR貨物の駅が廃止[6]。
- 2008年（平成20年）7月31日：キヨスク閉店[新聞 3]。
- 2016年（平成28年）5月1日：前日の営業をもってみどりの窓口を廃止し、無人駅化[新聞 4][新聞 5]。簡易委託駅となる。
  - 当初は駅から1 ㎞程度の距離にある美幌商工会議所できっぷ類の取扱いをしていた[2][新聞 6][新聞 1][新聞 4]。
- 2019年（平成31年）4月1日：JR乗車券の取り扱い場所を、駅舎内「美幌観光物産協会・ぽっぽ屋」に移転[新聞 7][12]。

| 待合室（キヨスク閉店前） |  | 待合室（キヨスク閉店後・有人駅時代） |
| 待合室（キヨスク閉店前） |  | 待合室（キヨスク閉店後・有人駅時代） |

### 駅名の由来
アイヌ語の「ピポロ」〔石・多い〕あるいは「ペホロ」〔水・多い〕に由来する。

## 駅構造
島式ホーム1面2線をもつ地上駅で、駅舎との間は跨線橋を利用する。駅舎に接した単式ホームには相生線用の1番のりばが設けられていたが、廃止に伴い線路が撤去され、ホームは現在も残るが花壇が設置されるなど立ち入ることはできない。
北見駅が管理する簡易委託駅。駅舎に併設されている美幌観光物産協会が受託するが、取扱券種は美幌発の一部に限られている。なおJR発売窓口のほか、高速バス「ドリーミントオホーツク号」発売窓口も設置されている。直営駅時代に使われていた駅事務室と窓口は使われていない。

### のりば
| 番線 | 路線      | 方向 | 行先               |
| ---- | --------- | ---- | ------------------ |
| 2    | ■石北本線 | 上り | 北見・札幌方面     |
| 3    | ■石北本線 | 下り | 網走・知床斜里方面 |

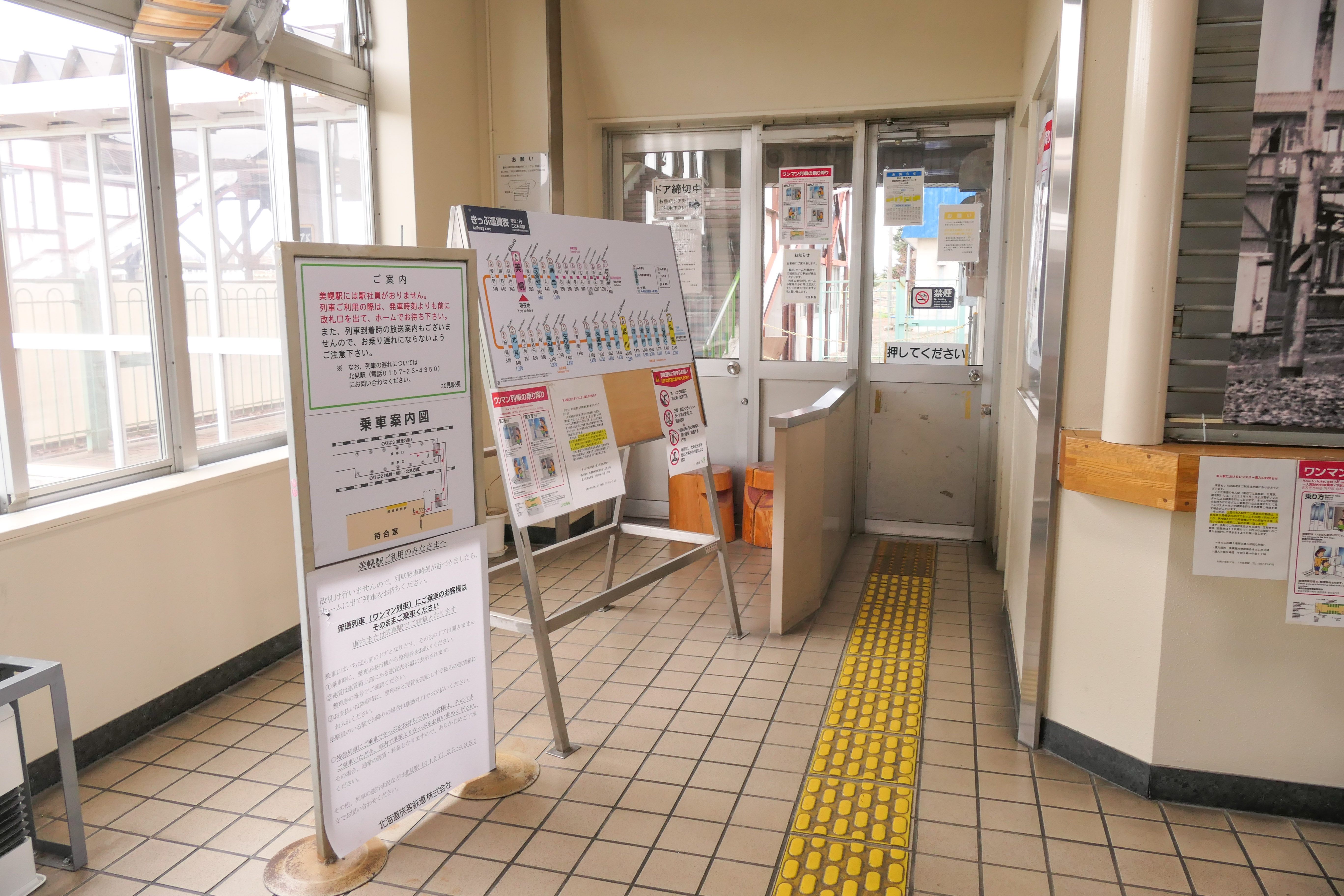
改札口（2021年5月）
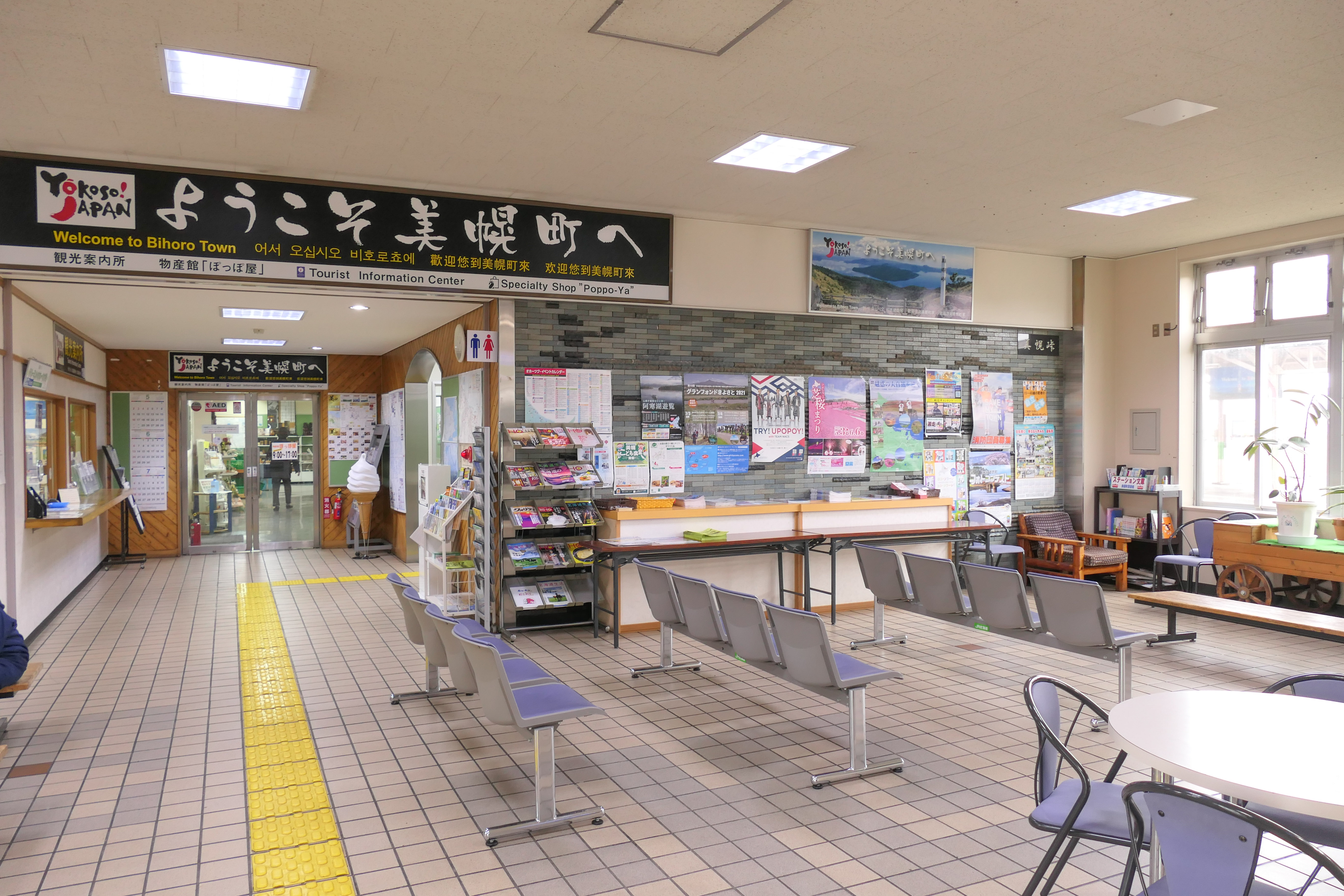
待合室（2021年5月）
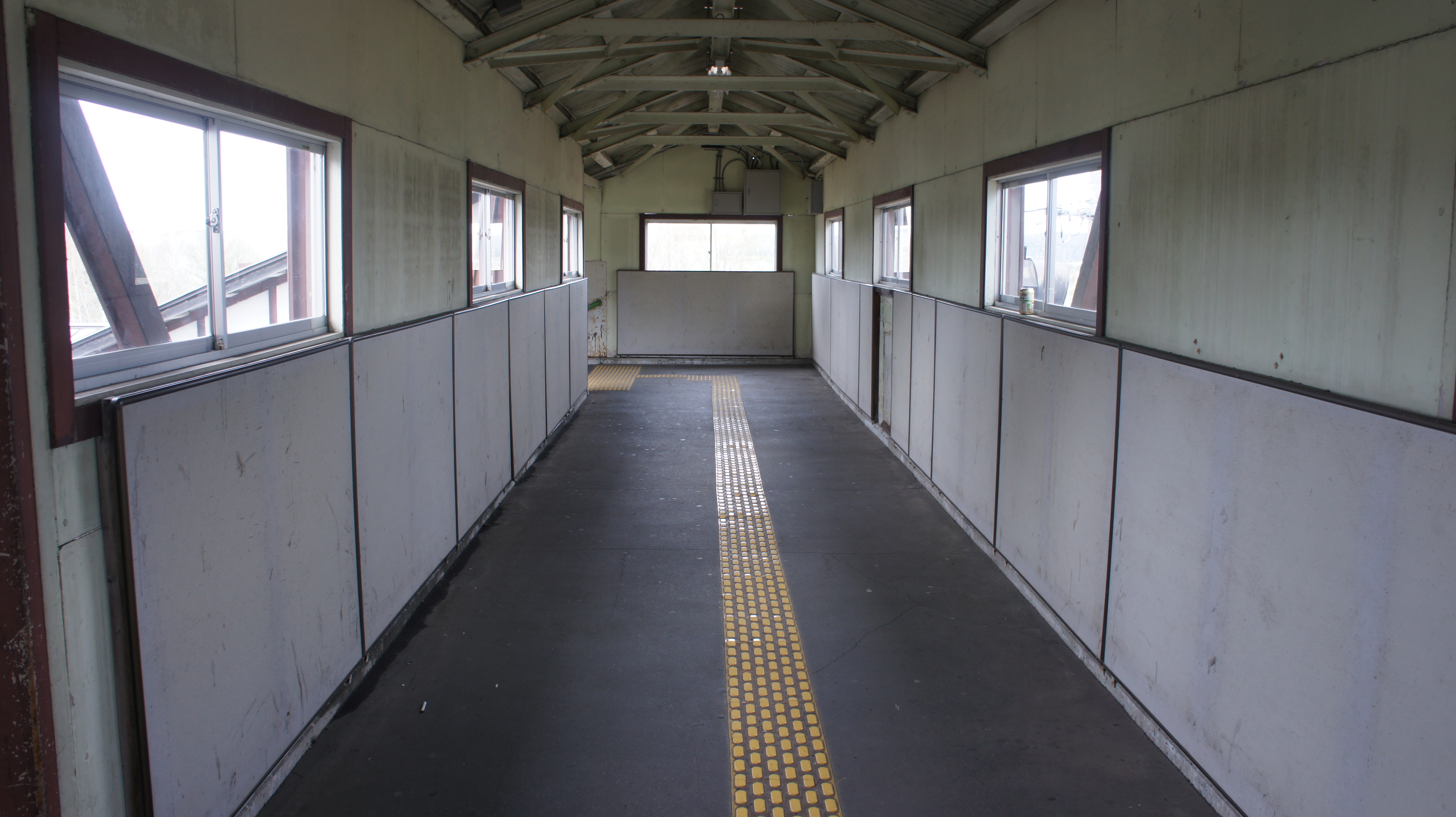
跨線橋（2018年5月）
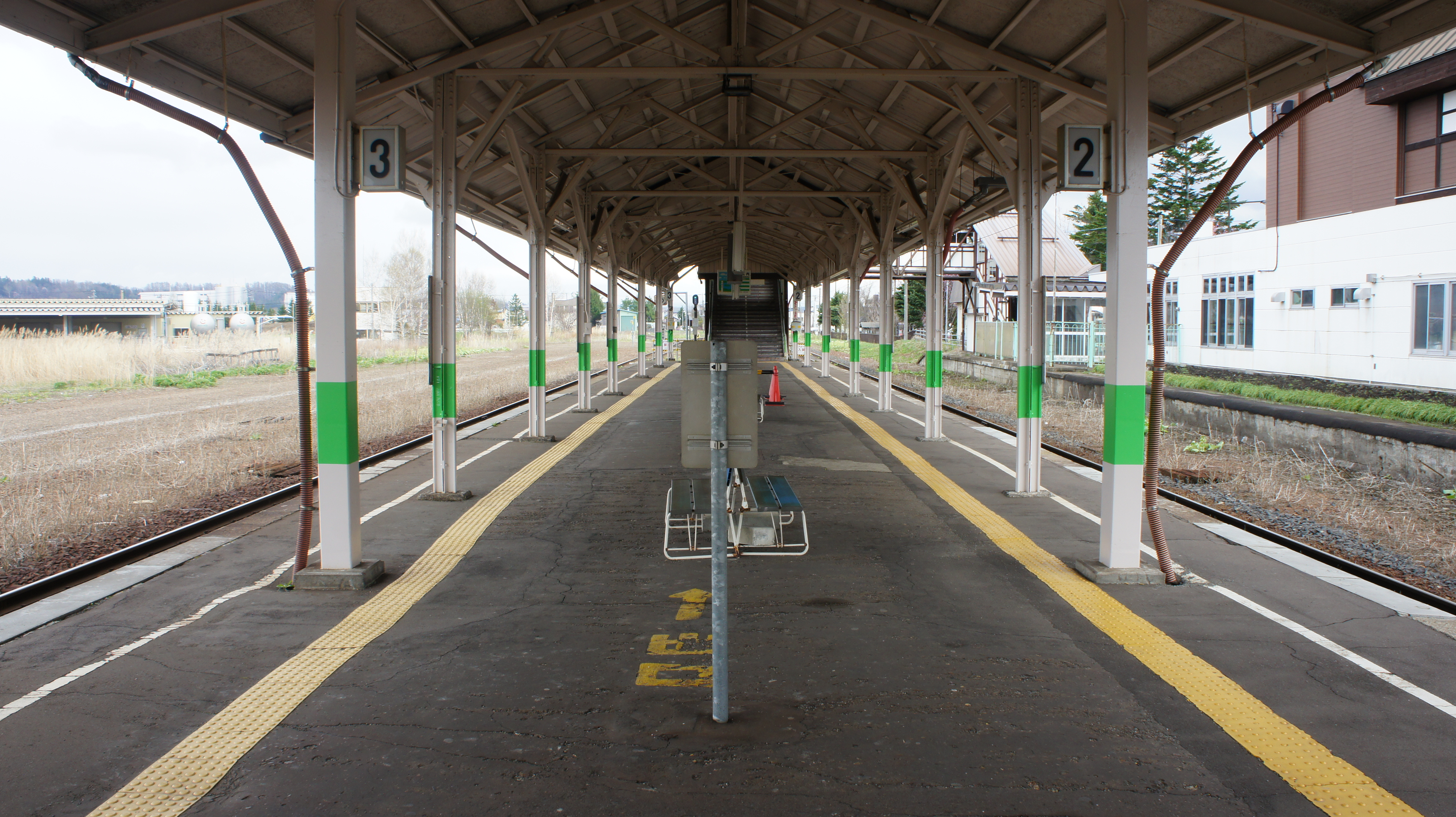
ホーム（2018年5月）
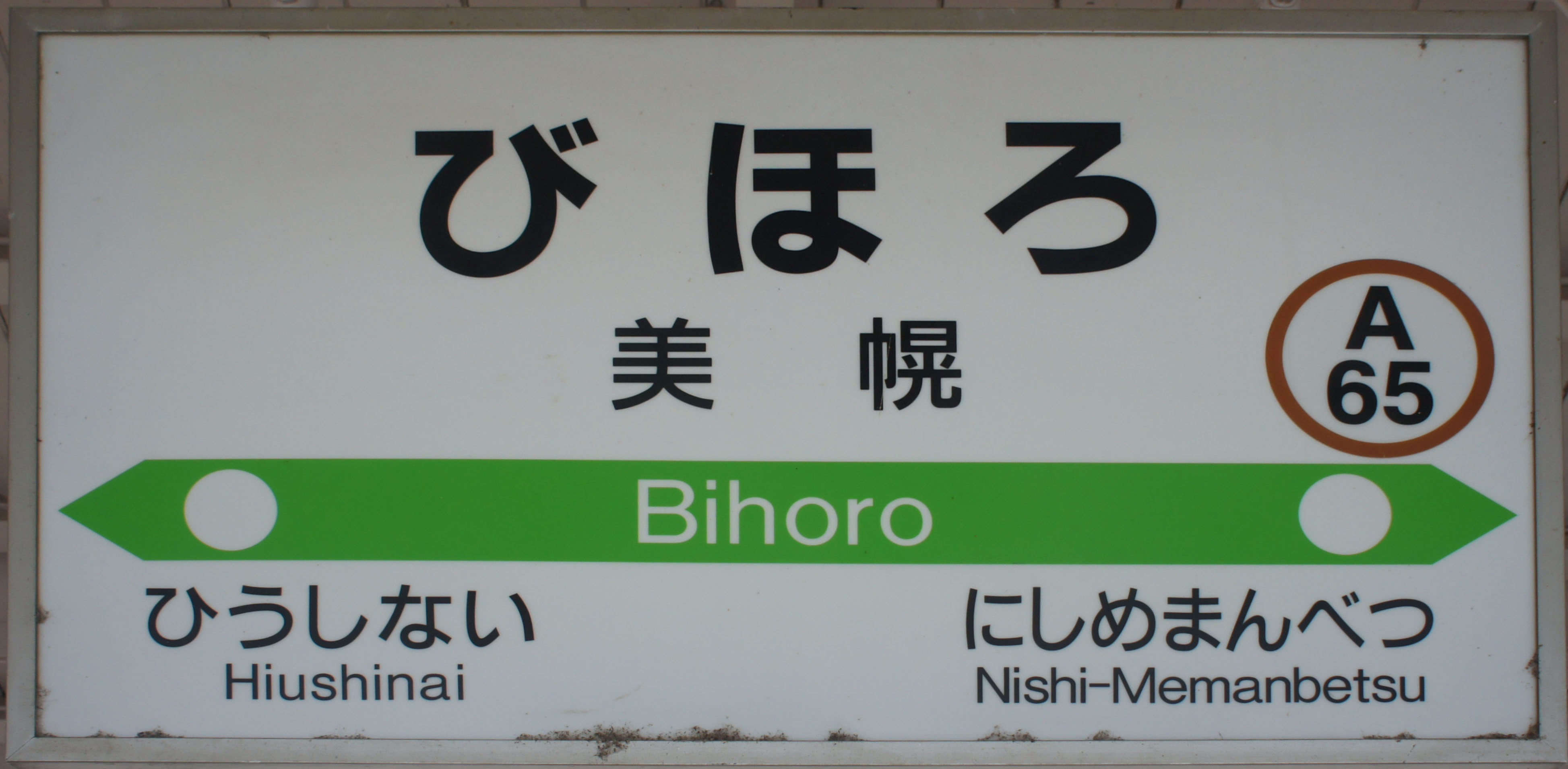
駅名標（2018年5月）

## 利用状況
乗車人員の推移は以下のとおり。年間の値のみ判明している年については、当該年度の日数で除した値を括弧書き1日平均欄に示す。なお「JR調査」については、当該の年度を最終年とする過去5年間の各調査日における平均である。
| 年度               | 乗車人員 | 乗車人員 | 乗車人員 | 出典               | 備考                          |
| 年度               | 年間     | 1日平均  | JR調査   | 出典               | 備考                          |
| ------------------ | -------- | -------- | -------- | ------------------ | ----------------------------- |
| 1912年（大正元年） | 8,886    | (24.3)   |          | [ 8 ]              |                               |
| 1935年（昭和10年） | 100,397  | (274.3)  |          | [ 8 ]              |                               |
| 1950年（昭和25年） | 495,637  | (1,357)  |          | [ 8 ]              |                               |
| 1965年（昭和40年） | 360,504  | 987      |          | [ 8 ]              |                               |
| 1966年（昭和41年） | 351,776  | 964      |          | [ 8 ]              |                               |
| 1967年（昭和42年） | 370,345  | 1,012    |          | [ 8 ]              |                               |
| 1968年（昭和43年） | 364,801  | 1,000    |          | [ 8 ]              |                               |
| 1969年（昭和44年） | 316,224  | 866      |          | [ 8 ]              |                               |
| 1975年（昭和50年） |          | 922      |          | [ * 2 ]            |                               |
| 1976年（昭和51年） |          | 918      |          | [ * 2 ]            |                               |
| 1977年（昭和52年） |          | 864      |          | [ * 2 ]            |                               |
| 1978年（昭和53年） |          | 830      |          | [ * 2 ]            | 乗車人員856人とする記述もあり |
| 1979年（昭和54年） |          | 802      |          | [ * 2 ]            |                               |
| 1980年（昭和55年） |          | 813      |          | [ * 2 ]            |                               |
| 1981年（昭和56年） |          | 735      |          | [ * 2 ]            |                               |
| 1982年（昭和57年） |          | 691      |          | [ * 2 ]            |                               |
| 1983年（昭和58年） |          | 684      |          | [ * 2 ]            |                               |
| 1984年（昭和59年） |          | 624      |          | [ * 2 ]            |                               |
| 1985年（昭和60年） |          | 551      |          | [ * 2 ]            |                               |
| 1986年（昭和61年） |          | 538      |          | [ * 2 ]            |                               |
| 1987年（昭和62年） |          | 520      |          | [ * 2 ]            |                               |
| 1988年（昭和63年） |          | 516      |          | [ * 2 ]            |                               |
| 1989年（平成元年） |          | 527      |          | [ * 2 ]            |                               |
| 1990年（平成02年） |          | 566      |          | [ * 2 ]            |                               |
| 1991年（平成03年） |          | 567      |          | [ * 2 ]            |                               |
| 1992年（平成04年） |          | 542      |          | [ * 2 ]            |                               |
| 1993年（平成05年） |          | 535      |          | [ * 2 ]            |                               |
| 1994年（平成06年） |          | 524      |          | [ * 2 ]            |                               |
| 1995年（平成07年） |          | 515      |          | [ * 2 ]            |                               |
| 1996年（平成08年） |          | 508      |          | [ * 2 ]            |                               |
| 1997年（平成09年） |          | 495      |          | [ * 2 ]            |                               |
| 1998年（平成10年） |          | 471      |          | [ * 2 ]            |                               |
| 1999年（平成11年） |          | 470      |          | [ * 2 ]            |                               |
| 2000年（平成12年） |          | 481      |          | [ * 2 ]            |                               |
| 2001年（平成13年） |          | 477      |          | [ * 2 ]            |                               |
| 2002年（平成14年） |          | 460      |          | [ * 2 ]            |                               |
| 2003年（平成15年） |          | 450      |          | [ * 2 ]            |                               |
| 2004年（平成16年） |          | 440      |          | [ * 2 ]            |                               |
| 2005年（平成17年） |          | 420      |          | [ * 2 ]            |                               |
| 2006年（平成18年） |          | 360      |          | [ * 2 ]            |                               |
| 2007年（平成19年） |          | 350      |          | [ * 3 ]            |                               |
| 2008年（平成20年） |          | 310      |          | [ * 3 ]            |                               |
| 2009年（平成21年） |          | 300      |          | [ * 3 ]            |                               |
| 2010年（平成22年） |          | 320      |          | [ * 3 ]            |                               |
| 2011年（平成23年） |          | 340      |          | [ * 3 ]            |                               |
| 2012年（平成24年） |          | 344      |          | [ * 3 ]            |                               |
| 2013年（平成25年） |          | 348      |          | [ * 3 ]            |                               |
| 2014年（平成26年） |          | 361      |          | [ * 3 ]            |                               |
| 2015年（平成27年） |          | 357      |          | [ * 3 ]            |                               |
| 2016年（平成28年） |          | 278      | 302.2    | [ * 3 ] [ JR北 1 ] |                               |
| 2017年（平成29年） |          | 250      | 280.4    | [ * 3 ] [ JR北 2 ] |                               |
| 2018年（平成30年） |          | 250      | 271.0    | [ * 1 ] [ JR北 3 ] |                               |
| 2019年（令和元年） |          | 244      | 259.6    | [ * 1 ] [ JR北 4 ] |                               |
| 2020年（令和02年） |          | 252      | 255.2    | [ * 1 ] [ JR北 5 ] |                               |
| 2021年（令和03年） |          | 271      | 242.6    | [ * 1 ] [ JR北 6 ] |                               |
| 2022年（令和04年） |          | 264      | 237.0    | [ * 1 ] [ JR北 7 ] |                               |
| 2023年（令和05年） |          |          | 218.4    | [ JR北 8 ]         |                               |

## 駅周辺
- 北海道道309号美幌停車場線
- 国道39号・国道240号・国道243号
- 美幌町役場
- 美幌警察署
- 美幌警察署仲町交番
- 美幌郵便局
- 美幌駅前郵便局
- 網走信用金庫美幌支店
- 北見信用金庫美幌支店
- 北洋銀行美幌支店
- 日本通運美幌支店
- 美幌町農業協同組合（JA美幌町）
- 日本甜菜製糖美幌製糖所
- 美幌町立国民健康保険病院

なお建物ではないが美幌駅の物産館のぽっぽ屋前にはポケふたが設置されている。

## バス路線

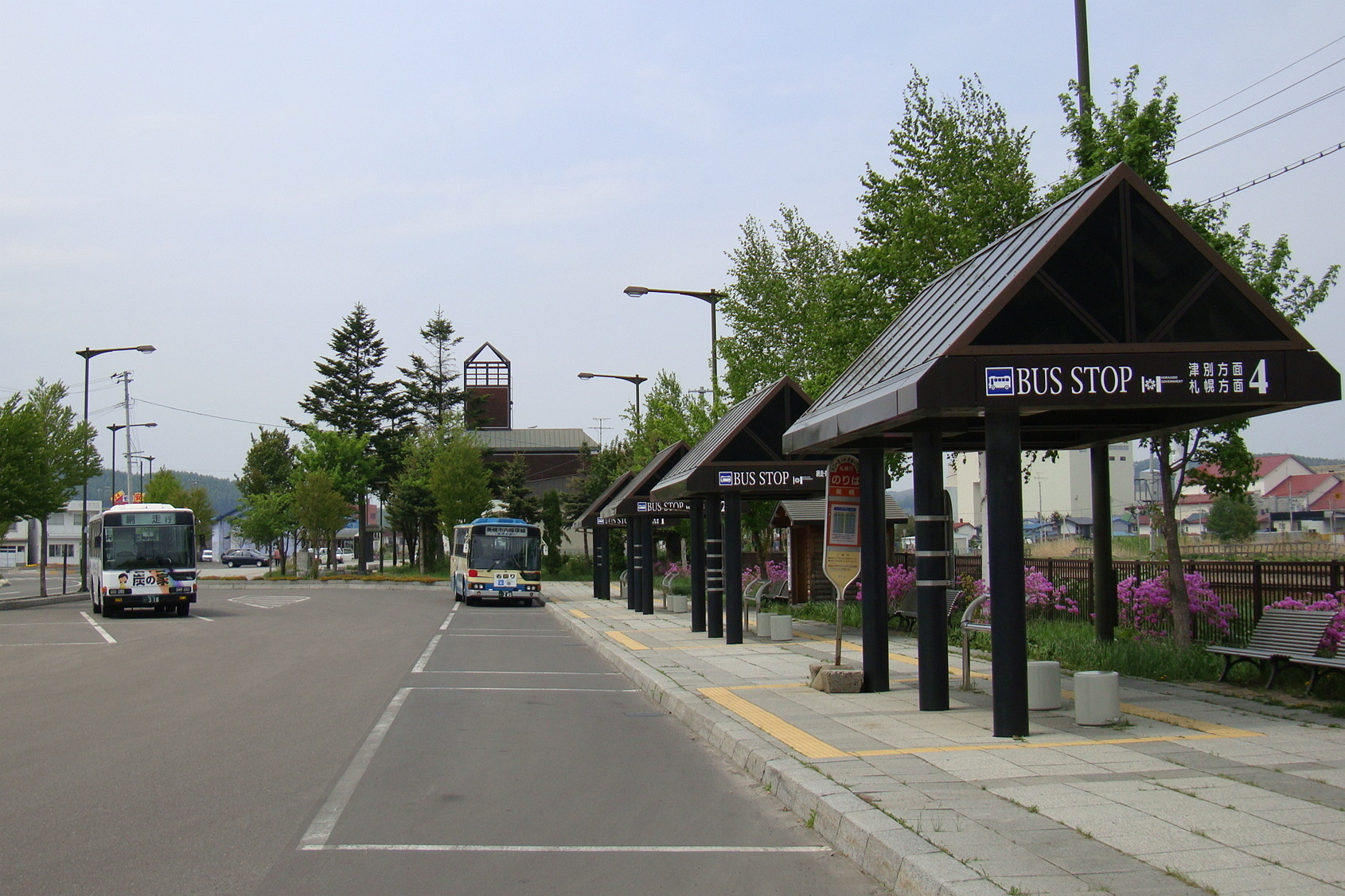
美幌駅バスターミナル（2009年5月）

北海道が設置する美幌駅バスターミナルが隣接。待合室を設置する。
2023年（令和5年）10月1日現在。
- 阿寒バス
  - 町内循環線
  - 釧路知床号：女満別空港・網走駅・ウトロ温泉方面（期間限定運行）
- 北海道北見バス
  - 北見市方面
  - 美幌療育病院・津別町方面（相生線廃止代替）
  - 美幌高校方面
- 網走バス
  - 千歳オホーツクエクスプレス：新千歳空港方面
- 網走バス・北海道北見バス・北海道中央バス
  - ドリーミントオホーツク号：札幌市方面

大空町女満別市街・網走市方面（網走バス）、大空町東藻琴方面（網走交通バス）、美幌峠方面（阿寒バス）は廃止。美幌町営バスは廃止・沿線住民向けのスクールバス混乗化されている。

## 隣の駅
北海道旅客鉄道（JR北海道）
■石北本線

■普通
端野駅 (A63) - **緋牛内駅 (A64) - *美野仮乗降場 - *鳥ノ沢仮乗降場 - 美幌駅 (A65) - **西女満別駅 (A66) - 女満別駅 (A67)
*:打消線は廃駅
**:上り始発列車は西女満別駅・緋牛内駅を通過する。

### かつて存在した路線
日本国有鉄道（国鉄）
相生線
美幌駅 - 旭通仮乗降場